# Alexandre Douguine
Aleksandr Douguine
Alexandre Guelievitch Douguine (en russe : Александр Гельевич Дугин), né à Moscou le 7 janvier 1962, est un intellectuel, idéologue, propagandiste et théoricien politique d'extrême droite russe connu pour ses positions ultra-nationalistes et néofascistes. Il est l'auteur de nombreux essais et promeut l'impérialisme russe et son expansionnisme militaire.
Il a mis sur pied le Parti national-bolchévique (PNB), puis le Front national-bolchévique et enfin le Parti Eurasie. Il a été le conseiller du président de la Douma d'État Guennadi Selezniov, ainsi que de Sergueï Narychkine, membre dirigeant du parti Russie unie, pour les questions stratégiques et géopolitiques. 
Il estime que la Russie est culturellement aussi proche de l'Asie que de l'Europe. Sa théorie du néo-eurasisme et ses ouvrages de géopolitique en ont fait un intellectuel influent dans les cercles nationalistes, et il est parfois considéré comme un des inspirateurs de la politique étrangère de Vladimir Poutine.

## Biographie

### Origines familiales
Alexandre Douguine naît d'une famille intégrée à la société soviétique.

### Formation et fonctions
En 1979, Alexandre Douguine commence des études d’ingénieur à l’Institut d’aviation de Moscou, qu'il finit par abandonner pour étudier les sciences humaines,. Il fréquente des cercles intellectuels moscovites traditionalistes (« cercle Ioujinski »), versés dans l’ésotérisme et le mysticisme et hostiles aussi bien à la culture officielle soviétique qu’à l’« Occident décadent ». Les trois membres les plus importants de ce groupe étaient le poète Evgueni Golovine (ru), le philosophe orthodoxe Iouri Mamléïev et le mystique musulman azéri Gueïdar Djemal (qui fonda le Parti de la renaissance islamique de Russie en 1991). Douguine fut très influencé par ces trois hommes, qu’il décrivit plus tard comme les « vrais maîtres de l’élite ésotérique de Moscou ». Il affirme également : « L’une des activités du cercle consistait à lire et à traduire en russe les livres (empruntés à la Bibliothèque Lénine) d’auteurs étrangers comme René Guénon, Julius Evola et Ernst Jünger ». Membre actif de ce groupe, Douguine fait une traduction d’Impérialisme païen de Julius Evola, qu'il diffuse, dès 1982, sous forme de samizdat. Evola eut aussi une grande influence sur Douguine, en lui transmettant une vision-du-monde centrée sur la « Tradition » et sur les « racines hyperboréennes ».
Il obtient un doctorat de sciences politiques en 2005, puis un doctorat de sociologie en 2011.
Il est polyglotte, parlant dix langues.
En 2014, alors qu'on lui a offert le poste de directeur du département de sociologie des relations internationales à l'université d'État de Moscou, il perd ce poste à la suite de ses déclarations incendiaires sur le conflit avec l'Ukraine. Au sujet de cette dernière, il a déclaré notamment en Mai 2014 :"Les Ukrainiens doivent être tués, tués et tués. Plus de discussion, je l'affirme en tant que professeur". En août 2014, à nouveau, face à la résistance ukrainienne dans la guerre du Donbass, il déclare à nouveau : « Je n'arrive pas à croire que ce sont des ukrainiens. Les Ukrainiens sont un peuple slave merveilleux. Et ça, c'est une race de bâtards qui a émergé des bouches d'égouts (...). Nous devrions nettoyer l'Ukraine des idiots. Le génocide des crétins est nécessaire et inévitable ».
En 2015, il est nommé rédacteur en chef de la chaîne de télévision Tsargrad TV, dès sa fondation par Konstantin Malofeïev.

### Éditeur et traducteur
En 1988, Douguine fonde la maison d'édition Eon et écrit son premier livre, Misterii Evrazii [Les Mystères de l’Eurasie], distribué en samizdat. En 1989, certains de ses textes sont publiés pour la première fois sous son nom dans une revue soviétique.
En 1989, il voyage en Europe de l’Ouest, où il rend visite à des intellectuels de la mouvance néo-droitiste et traditionaliste tel Alain de Benoist, ce qui l'amène à fonder la revue Elementy, revue-sœur de celle de Benoist (Éléments). Il rencontre aussi Claudio Mutti et Jean Thiriart. L’idée d’une alliance rouge-brun, « fédérant identitaires, tiers-mondistes et ex-soviétiques, allait avoir un écho grandissant en Europe ».
Dès ce moment, selon son traducteur, « son hostilité envers l'Occident s'accroît et il se rapproche du courant national-communiste, en rencontrant le leader communiste Guennadi Ziouganov. Il publie, cette même année, un nouveau livre : Puty Absoljuta (Les Voies de l’Absolu). »
En 1990, les éditions Eon prennent le nom révélateur d’Arctogaïa (Terre du Nord). En 1991, il traduit en russe La Crise du monde moderne de René Guénon.

### Parcours politique

#### Premiers pas en politique
Après la chute du communisme, Douguine s'oppose au régime pro-occidental de Boris Eltsine. Dès 1991, il écrit dans Dyen [Le Jour], dirigé par l’écrivain et journaliste Alexandre Prokhanov, proche du Parti communiste et opposé au régime. Douguine, qui entre dans le comité de rédaction de Dyen, lance lui-même plusieurs journaux, dont le premier fut Giperboreyets (L’Hyperboréen). Il publie l’almanach Mily Angel (Cher Ange), essentiellement consacré au mysticisme orthodoxe. La même année, Douguine fait de nouveaux voyages en France pour participer aux colloques du GRECE et de l’association Politica Hermetica.
Au printemps 1992, il organise la venue à Moscou d'Alain de Benoist, Robert Steuckers et Jean Laloux, qui participent à diverses réunions et rencontres dont une table ronde largement médiatisée avec Prokhanov et le député nationaliste Sergueï Babourine,. En août 1992, une délégation du Front européen de libération, menée entre autres par le Belge Jean Thiriart et composée en majorité de Français et d'Italiens, se rend à Moscou. Elle rencontre Douguine et Prokhanov, mais aussi Egor Ligatchev et Guennadi Ziouganov,. Douguine est le représentant russe du Front européen de libération.
Au début des années 1990, il rejoint le mouvement d'extrême droite russe Pamiat, au sein duquel il manque cependant de soutiens en raison de la place que tient l'ésotérisme dans sa lecture politique.

#### Parti national-bolchévique
En octobre 1993, Douguine et Édouard Limonov créent le Parti national-bolchévique, avec Limonov comme figure charismatique et Douguine comme idéologue. Le but est de promouvoir une alliance « rouge-brun », réunissant les rouges (communistes) avec les bruns (fascistes) contre le système capitaliste, comme tentait alors de le faire en France Jean-Edern Hallier avec L'Idiot international. D'après Stephen Shenfield, bien que Limonov fût le leader suprême du PNB, le programme idéologique du parti était largement déféré à Douguine, qui n'implémente toutefois pas certains éléments de sa pensée, comme son mysticisme religieux.
Des liens sont établis avec la mouvance de la contre-culture rock/pop et le parti se dote d’un bimensuel du nom de Limonka. En 1995, Douguine se présente comme candidat du PNB dans une banlieue de Saint-Pétersbourg, mais malgré l'appui bruyant de la star de l'underground Sergueï Kouriokhine, qui donne à cette occasion un concert gratuit, il n'obtient que 0,85 % des suffrages exprimés. C'est sa seule incursion dans le domaine électoral,.
Frustré par la simplification de ses idées par le programme du PNB et en désaccord avec Limonov sur la direction du parti pour lequel il envisageait une tactique entriste, Douguine quitte le parti en mai 1998 et emporte avec lui une poignée de sympathisants avec qui il fonde en 2001 le mouvement Eurasia,.

#### Rapprochement avec le Kremlin
Après son départ du PNB, il transforme la maison d'édition Arktogeïa en association historico-religieuse. En 1998, Douguine devient conseiller à la Présidence de la Douma pour les questions stratégiques et géopolitiques, poste qu'il exerce toujours en 2015. Du fait de son physique et de son influence politique supposée, il est présenté par la presse occidentale comme le « Raspoutine de Poutine »,. George Barros, chercheur spécialisé sur la Russie et l’Ukraine, dans un article à la revue Providence en juillet 2019, nuance cette influence auprès des élites du Kremlin en déclarant : « les journalistes occidentaux ont attribué à Douguine une grande influence qui n'existe tout simplement pas » en le considérant comme « un type de diplomate informel de l'extrême droite occidentale » tout en admettant une popularité auprès de groupes intellectuels qui poursuivent leurs propres réflexions néo-eurasistes.

#### Appel à l'annexion de la Crimée, à la guerre du Donbass (depuis 2014) puis à l'invasion de l'Ukraine (2022)
Déjà en 1997, Alexandre Douguine s'attaque vivement à l'indépendance de l'Ukraine dans ses Fondamentaux de géopolitique. Dès la deuxième guerre d'Ossétie du Sud en 2008, Douguine appelle à l'annexion de la Crimée.
Lors de l'annexion de la Crimée par la Russie en 2014, il est en contact avec les groupes séparatistes de Donetsk et de Louhansk. Il leur donne des instructions politiques et conseille personnellement la séparatiste Ekaterina Goubareva. En 2014, il va jusqu'à appeler à l'extermination des Ukrainiens. En conséquence de quoi, en 2015, il est visé par les sanctions américaines,. En juin 2015, le gouvernement canadien ajoute à son tour Alexandre Douguine et le parti Union de la jeunesse eurasienne à la liste des individus et organismes sanctionnés.
En fait, en ce qui concerne l'Ukraine, la position de Douguine était établie bien avant l'invasion et connue des élites politiques et militaires. Dans un texte de 1997, il affirme en effet que « la souveraineté de l'Ukraine représente un grave danger pour l'ensemble de l'Eurasie et qu' il est impératif d'exercer un contrôle militaire et politique total sur la mer Noire en faisant de l'Ukraine une simple région administrative au sein de l'État russe. »
Lors de l'invasion de l'Ukraine par la Russie en 2022, il appelle à l'annexion de l'Ukraine tout entière par la Russie. D'après l'historien Nicolas Lebourg, Alexandre Douguine participe à la propagande de guerre de Vladimir Poutine, qui justifie la guerre du Donbass en 2014 par une politique eurasiste niant la réalité géographique et historique des deux continents et passant sous silence l'origine de la création de la Rus' de Kiev.

### Conceptions religieuses
Alexandre Douguine est un orthodoxe vieux-ritualiste russe. Il reconnaît l'autorité du patriarche de Moscou.

### Famille
La première épouse de Douguine, Evgenia Debryanskaya (en), est une activiste russe. Ils ont un fils, Arthur Douguine, ainsi prénommé en souvenir d'Arthur Rimbaud. 
Il épouse en secondes noces la philosophe Natalya Melentyeva avec qui il a une fille, Daria Douguina. Cette dernière, analyste politique et rédactrice en chef du site United World International (UWI),, meurt dans un attentat la nuit du 20 au 21 août 2022 près de Bolchie Viaziomy dans la grande banlieue ouest de Moscou peu après avoir participé avec son père à une réunion dans le cadre d’un festival sur les traditions russes. Les circonstances de sa mort sont violentes : elle est tuée dans l'explosion de sa voiture piégée, dans ce qui apparaît être un attentat ayant visé son père,, : en effet, Alexandre Douguine devait se trouver dans le même véhicule que sa fille avant qu’il ne change d'avis au dernier moment et n’emprunte un autre véhicule qui suivait celui de sa fille. Douguine n’a pas été blessé dans l’attentat bien qu’il ait assisté à l’explosion du véhicule de sa fille. Ses funérailles ont lieu le 23 août 2022 à Moscou,,.

## Positionnement idéologique

### Néo-eurasisme et rêve impérial
Alexandre Douguine est l'un des principaux théoriciens du néo-eurasisme. D'après l'historien et sociologue Mischa Gabowitsch, l'interprétation de l'eurasisme faite par Douguine diffère radicalement du mouvement conçu vers 1920 par des intellectuels russes de l’émigration, tels N. Troubetskoï, P. Savitski, N. Alekseïev, etc.. Le néo-eurasisme de Douguine s'approprie la théorie de Mackinder opposant « thalassocratie » et « tellurocratie », en la renouvelant dans les termes d'une guerre de civilisations. Également influencé par le Nomos de Carl Schmitt, il oppose « la puissance de la terre eurasienne, dont la Russie constitue le cœur » au pouvoir maritime et atlantiste de l'Occident,. À terme, l'Eurasie devrait englober toute la masse continentale, allant du Portugal au Détroit de Béring, ce qui n'est pas sans analogie avec 1984 de George Orwell, dans lequel le continent Eurasia pratique le néo-bolchevisme.
Douguine rejette « la prétention à l’universalité du modèle occidental et la « modernisation exogène », prétextes à l’esclavage, au colonialisme et au racisme » et leur oppose la tradition. Il est influencé par le traditionalisme d'auteurs comme René Guénon et Julius Evola.
En avril 2001, Alexandre Douguine fonde le Mouvement social politique panrusse Eurasia, qui s’appuie fortement sur les religions traditionnelles. Parmi ses dirigeants figurent le moufti suprême de Russie Talgat Tadjouddine, ainsi que des officiels bouddhistes et juifs (notamment le rabbin hassidique Avraam Chmoulevitch, dirigeant du mouvement Beat Artzein). Des figures militaires font aussi partie des organes de direction d’Eurasia, par exemple le général Klotokov et l’ancien conseiller d'Eltsine, D. Riourikov. Le mouvement bénéficierait aussi selon certains d’un appui discret du Patriarcat orthodoxe. Il se rapproche dans le même temps de Vladimir Poutine. En novembre 2003, le parti Eurasia devient le Mouvement eurasiste international dont le « Conseil supérieur » comprend un certain nombre de personnalités, tels le ministre de la Culture Vladimir Sokolov, le vice-ministre des Affaires étrangères Viktor Kalioujny et le conseiller présidentiel Alsambek Aslakhanov.
Influencé par les idées slavophiles de l'Église orthodoxe russe, Douguine considère Moscou comme la « troisième Rome ». Le néo-eurasisme est décrit par le politologue Andreas Umland comme « une forme particulièrement extrême d'impérialisme russe » et comme anti-démocratique. Membre permanent du Club d'Izborsk, Douguine aspire à la fondation du « Cinquième Empire », — « après la Rus' de Kiev (du IXe au XIIIe siècle), le royaume moscovite, l’empire pétersbourgeois des Romanov et l’URSS » — dont l'Ukraine fait nécessairement partie . 
Il perçoit son mouvement néo-eurasiste comme l'héritier d'un « Ordre d'Eurasie » secret qui aurait existé pendant une centaine d'années, et qualifie ainsi le SS Reinhard Heydrich d'« eurasiste convaincu ». Bien que s'étant plusieurs fois distancié des crimes d'Adolf Hitler, Douguine a durant les années 1990 exprimé de manière récurrente son admiration pour certains aspects du nazisme, qu'il tient pour la plus complète et totale réalisation de son projet. Depuis 2000, il modère sa rhétorique et se fait passer pour un antifasciste, mais admet pourtant en 2006 avoir pour modèles les frères Otto et Gregor Strasser.
Dans la Russie du début du troisième millénaire, il apparaît que les idées eurasistes ont une influence certaine, et qu’elles séduisent de larges franges du personnel politique et militaire, ainsi que des membres de l’entourage immédiat de Vladimir Poutine,. Le président du Kazakhstan, Noursoultan Nazarbayev, est de même un partisan déclaré de l’eurasisme comme l'indique le fait que, dans sa capitale Astana, il a fait renommer l’université : « Université Lev-Goumilev ». Le vocabulaire eurasiste est aussi largement utilisé par les élites russes et même par certains dirigeants européens. En 2001, le président Poutine a lui-même déclaré : « la Russie a toujours été un État eurasien ».
Douguine collabore aussi à la revue plurilingue Eurasia, fondée en 2004 par l'Italien Claudio Mutti.

### Rejet du libéralisme
Douguine définit le libéralisme comme une volonté de liberté individuelle qui va jusqu'au rejet de toute forme d'identité collective : « la lutte contre toutes les manifestations de l'identité collective est le devoir moral des libéraux, et le progrès est mesuré par les victoires dans cet affrontement. » « Les libéraux ont libéré l'être humain de son identité nationale, religieuse et autre. La dernière forme d'identité collective étant celle du genre, le libéralisme veut l'abolir en la rendant arbitraire et optionnelle. » Au lieu de considérer la société comme un ensemble d'individus égaux en droits, il veut s'en tenir à l'ancienne conception de celle-ci comme un corps organique.
Douguine classe le libéralisme parmi les trois théories politiques de la modernité aux côtés du fascisme et du marxisme. Selon lui, le libéralisme est une forme d'esclavage, car « il tente l'homme à l'insurrection contre Dieu, contre les valeurs traditionnelles, contre la morale et contre les valeurs spirituelles de son peuple et de sa culture ». Il n'hésite pas ainsi à utiliser une rhétorique marxiste afin de critiquer le libéralisme.
À l'universalisme atomisant de l'Occident, Douguine oppose un autre universalisme qui s'exprime dans l'idée politique d'empire, qui est pour lui une valeur suprême et sacrée : « Pas une nation, mais un empire. Pas le monde bourgeois westphalien, mais l'ordre sacré de la grande étendue. » Il rejette l'idée que la démocratie et les droits humains sont des valeurs universelles : ce sont simplement des notions occidentales qui ne devraient pas être imposées à d'autres sociétés et aires culturelles.

Comme les États-Unis sont le fer de lance des valeurs libérales et de la mondialisation, il est essentiel de travailler à en affaiblir la puissance. Dans ses Fondamentaux de géopolitique (1997), un ouvrage qui a eu un énorme retentissement et qui est utilisé comme manuel dans les écoles militaires russes, il recommande : 

« de faire en sorte d'introduire du désordre géopolitique dans les activités intérieures des États-Unis, en encourageant toute forme de conflit ethnique et racial, en soutenant les mouvements dissidents, extrémistes, racistes et sectaires afin de déstabiliser le pays. »

En 2016, il a accueilli avec enthousiasme l'élection de Donald Trump parce que celui-ci incarne une rupture idéologique à l'intérieur du libéralisme.

### La Quatrième théorie politique
Dans son livre La Quatrième théorie politique : La Russie et les idées politiques au XXIe siècle — publié en 2012 et préfacé par Alain Soral —, Douguine insiste sur la fracture idéologique et civilisationnelle entre l'Eurasie et l'Ouest. Selon lui, « Des trois théories qui ont précédé la sienne, deux, communisme et fascisme, ont échoué. Reste le libéralisme, triomphant mais qui ne représente ni la « fin de l’histoire » ni celle des idéologies. Il propose alors sa propre conception, celle d’un conservatisme actif ». Cet ouvrage développe plusieurs thèmes notamment : « critique de la rationalité, refus du principe démocratique (c'est la spiritualité qui fait l'élite), mépris du libéralisme, rejet du progrès et justification de l'État fort dans le fil de la pensée du philosophe Carl Schmitt. »
Son rejet de la notion de progrès va jusqu'à recommander le bannissement de la chimie et de la physique, ainsi que de l'Internet. La modernité est jugée mauvaise dans toutes ses productions : science, valeurs, philosophie, art, société, modes, etc..

### Influence de Heidegger
Dans Martin Heidegger: The Philosophy of Another Beginning (2014), Douguine présente la pensée de Heidegger comme un substrat philosophique à son entreprise de destruction de la tradition occidentale. Il se réclame particulièrement du concept géo-philosophique de Dasein qui « advient dans le combat des membres d’une génération dont le destin pré-orienté n’est pas celui d’individus aux parcours différenciés, mais est uniquement le destin de ceux-là qui, au sein d’une génération, ont déjà dépassé le paradigme libéral de l’individualisme, et forment une communauté organique. »
Heidegger lui permet ainsi de justifier son projet d'empire eurasien, ainsi que le montre l'analyse de François Rastier : « À l’Europe démocratique, supranationale et plutôt cosmopolite, il faut opposer un projet identitaire, tel qu’il s’exprime dans le concept heideggérien et plus généralement nazi de Gemeinschaft (Communauté) ».

### Conspirationnisme
D'après les politologues Stéphane François et Olivier Schmitt, Alexandre Douguine est l'un des principaux théoriciens du conspirationnisme en Russie. Dans les années 1990, il développe la « conspiratologie », « terme pseudo-scientifique désignant une construction théorique issue de l'enquête et visant à démasquer les comploteurs, donc une théorie du complot qui s'abrite sous un vernis d'esprit critique ». Son discours néo-eurasiste voit la théorie du complot comme une clé permettant la compréhension du monde et de ses changements.

### Relations avec l'extrême droite française
Selon l'historien Nicolas Lebourg, Alexandre Douguine est une influence pour les nationalistes-révolutionnaires et la Nouvelle droite en France.
Douguine publie en 2013 L’Appel de l’Eurasie, un livre d’entretiens avec Alain de Benoist. En 2014, une réunion ayant pour thème « l'avenir des valeurs fondamentales de la civilisation chrétienne en Europe » rassemble des représentants de partis nationalistes européens, le 31 mai à Vienne, organisée à l'initiative du milliardaire Konstantin Malofeïev. Outre Alexandre Douguine, se trouvaient parmi les invités Aymeric Chauprade et Marion Maréchal-Le Pen.
En octobre 2014, Alexandre Douguine rencontre à Moscou Jean-Marie Le Pen, alors président d'honneur du Front national,. L'homme politique français a également rencontré à cette occasion un oligarque proche de Vladimir Poutine, Konstantin Malofeïev, qui dirige le fonds d'investissement Marshall Capital Group et soutient les idées eurasianistes de Douguine. Pour Nicolas Lebourg, le concept d'Europe boréale de Le Pen est influencé par l'Eurasie de Douguine. Conformément à la vision eurasiste de Douguine, les dirigeants politiques d'extrême droite en Union européenne sont activement courtisés et soutenus par Poutine.
L'éditeur et militant nationaliste-révolutionnaire Christian Bouchet est un ami personnel d'Alexandre Douguine. Il a fait traduire et éditer plusieurs de ses textes. Il a aussi organisé dans plusieurs villes françaises des conférences pour faire connaître la personne et les théories de Douguine. Bouchet affirme que le théoricien eurasiste aurait ouvert « des perspectives immenses sur l'islam, l’orthodoxie, le judaïsme, sans oublier les liens entre la Tradition et la géopolitique ».
En mars 2016, la chaîne française web de réinformation TV Libertés diffuse un entretien avec lui.
D'après Le Monde, Alexandre Douguine assure la promotion d'Alain Soral sur Internet et met à sa disposition ses réseaux. En septembre 2014, Douguine et Soral tiennent une conférence commune au Brésil. En juin 2016, il fait inviter Soral à Moscou, lors d'un forum sur les médias : celui-ci dénonce « l’effondrement de la France », « l’impérialisme américain » et ses relais « judéo-franc-maçonniques »,.

## Œuvres
Il a publié une grande masse d'écrits, livres, articles, ouvrages collectifs, sur des thèmes issus des sciences politiques et de la géopolitique russe, de la sociologie ou encore de la philosophie de la tradition. L'essentiel de ses écrits sont en russe et non traduits dans d'autres langues. Parmi ses ouvrages traduits en français :
- « L’Empire soviétique et les nationalismes à l’époque de la pérestroïka », in Nation et Empire, GRECE, 1991
- Fondamentaux de géopolitique (1997), trad. fr. Éditions Ars Magna, coll. Heartland, Nantes, 2024.
- « La Révolution conservatrice russe », Eurasia, vol. 2,‎ 2006
- Le Prophète de l'eurasisme, Dublin, Avatar éditions, coll. « Heartland », 2006, 352 p. (ISBN 978-0954465278, lire en ligne)
- La Grande Guerre des continents, Dublin, Avatar éditions, coll. « Les cahiers de la radicalité », 2006, 100 p. (ISBN 978-0954465261)
- La Quatrième théorie politique : la Russie et les idées politiques au XXIe siècle (préf. Alain Soral), Nantes, Éditions Ars Magna, 2012, 336 p.
- Pour une théorie du monde multipolaire, Nantes, Éditions Ars Magna, 2013, 240 p. (ISBN 978-2912164858)
- L'Appel de L'Eurasie, Dublin, Avatar éditions, coll. « Heartland », 2013, 222 p. (ISBN 978-1907847189), conversation avec Alain de Benoist
- Vladimir Poutine, le pour et le contre : écrits eurasistes 2006-2016, Nantes, Éditions Ars Magna, 2017, 490 p. (ISBN 979-1096338276)
- Pour le Front de la Tradition, Nantes, Éditions Ars Magna, 2017 (ISBN 979-1096338313)
- Les Mystères de l'Eurasie, Nantes, Éditions Ars Magna, 2019
- Les Racines de l'identité : écrits eurasistes 2012-2015, Nantes, Éditions Ars Magna, 2019
- Le Retour des Grands Temps : écrits eurasistes 2016-2019, Nantes, Éditions Ars Magna, 2019
- Les Templiers du prolétariat, Nantes, Éditions Ars Magna, 2020
- Contre le Great Reset : le manifeste du Grand Réveil, Nantes, Éditions Ars Magna, 2021
- Premières Lignes : écrits eurasistes 1989-1999, Nantes, Éditions Ars Magna, 2022 (ISBN 978-2383560401)
- Écrits pour un nouveau siècle : écrits eurasistes 1996-2005, Nantes, Éditions Ars Magna, 2022
- Conspirologie : La science des conspirations, des sociétés secrètes et de la guerre occulte, Nantes, Éditions Ars Magna, 2022
- Théorie hyperboréenne, Nantes, Éditions Ars Magna, 2023
- Platonisme politique : La philosophie du politique, Nantes, Éditions Ars Magna, 2023
- Pour une Révolution conservatrice, Nantes, Éditions Ars Magna, 2023
- Martin Heidegger : Philosophie d’un autre commencement, Nantes, Éditions Ars Magna, 2024
- Métaphysique de la Bonne Nouvelle, Nantes, Éditions Ars Magna, coll. « Heartland », 2024
- La dernière guerre de l’île-mondiale, Nantes, Éditions Ars Magna, coll. « Heartland », 2024